# Evelyn McHale
Evelyn McHale (20. rujna 1923. – 30. travnja 1947.) je postala poznata u američkoj javnosti zbog fotografije njezinog mrtvog tijela, bačenog s 86. kata zgrade Empire State Building. Vodila je prosječan život svake djevojke no njezina smrt je poslala u sredinu javnosti 1947. Taj događaj opisan je kao "najljepše samoubojstvo". Student fotografije Robert C. Wiles našao se preko puta mjesta gdje je njezino tijelo udarilo pri padu i uslikao jednu fotografiju koja će postati kultna slika među američkim fotografskim izvještavačima. Milesova fotografija objavljena je kao fotografija tjedna 12. svibnja 1947. u listu Life Magazine, nedugo zatim i u listu The Best of Life. Naslov je glasio "Na dnu Empire State Buildinga tijelo Evelin McHale počiva mirno na grotekstnom odru, njezino padajuće tijelo udarilo je u vrh automobila." Ovo je i jedina fotografija koju je Wiles uspio objaviti.

## Životopis
Rođena kao jedno od sedmero djece. Bila je još dijete u Washington D.C.-u kad je njezina majka napustila kuću i njezini roditelji su se rastali. Njezin otac, bankovni revizor dobio je skrbništvo nad svom djecom. Poslije srednje škole McHale je radila u Jeffersonu, Missouri. Poslije se preselila u New York gdje je radila kao knjigovođa i živjela mirno sa svojim bratom i polusestrom u Baldwinu, Long Island. Tu je susrela svoga zaručnika Barry Rhodesa, studenta iz Pennsylvanie koji je tek bio otpušten iz Vojnog zrakoplovstva.

## Samoubojstvo
Dana 30. travnja njezin zaručnik je napunio 24 godine i ona je pošla vlakom za Easton kako bi proslavila s njim, provodeći noć zajedno. Kasnije je Rhodes zabilježio da se ništa nije činilo sumnjivo ali umjesto da se vrati kući, vratila se rano ujutro i prijavila u Governor Clinton Hotel u 31. ulici. Tamo je napisala poruku koja je uključivala ove riječi: "Ne mislim da bih bila dobra žena ikome, [Rhodesu] je puno bolje bez mene. Recite mome ocu da imam puno majčinih osobina." Onda je prekrižila prve dvije rečenice, stavila ceduljicu u torbicu i otišla na promatračku platformu 86. kata Empire State Buildinga gdje je skinula svoj kaput, spustila svoju torbicu i kolekciju obiteljskih fotografija, bacila bijeli šal preko ruba zgrade i bacila se za njegovom putanjom. Na dnu je pala na parkiranu Cadillac limuzinu. Tu se zatekao fotograf snimivši fotografiju koja će se poslije pokazati kultnom za mnoge autore knjiga i umjetnike.